# Tintura di iodio

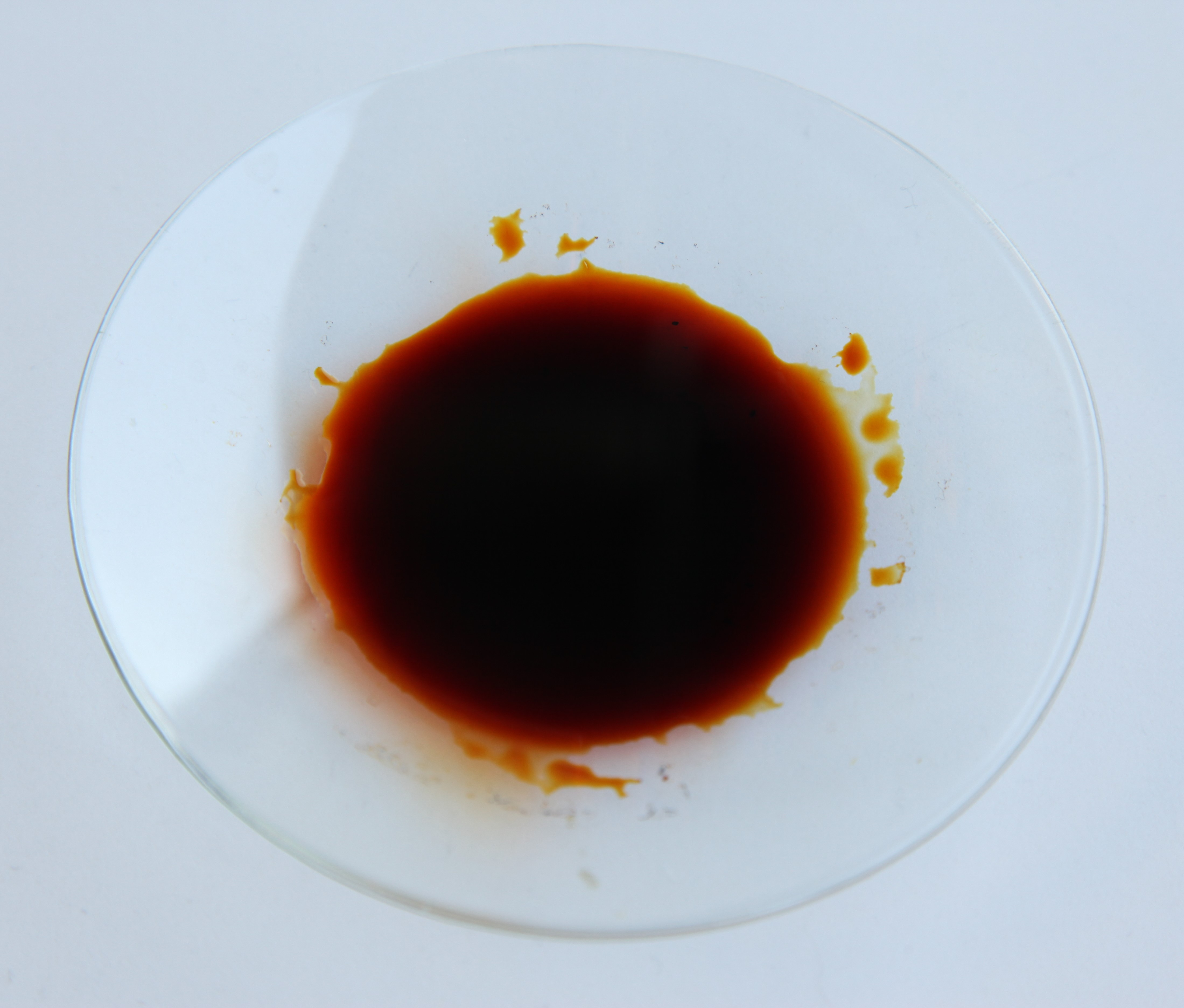
Tintura di iodio su un vetro da orologio.

La tintura di iodio è una soluzione al 7% (in p/v) di iodio e 5% di ioduro di potassio disciolti in una miscela di etanolo e acqua: la presenza dello ioduro di potassio permette di dissolvere una maggior quantità di iodio.

## Storia

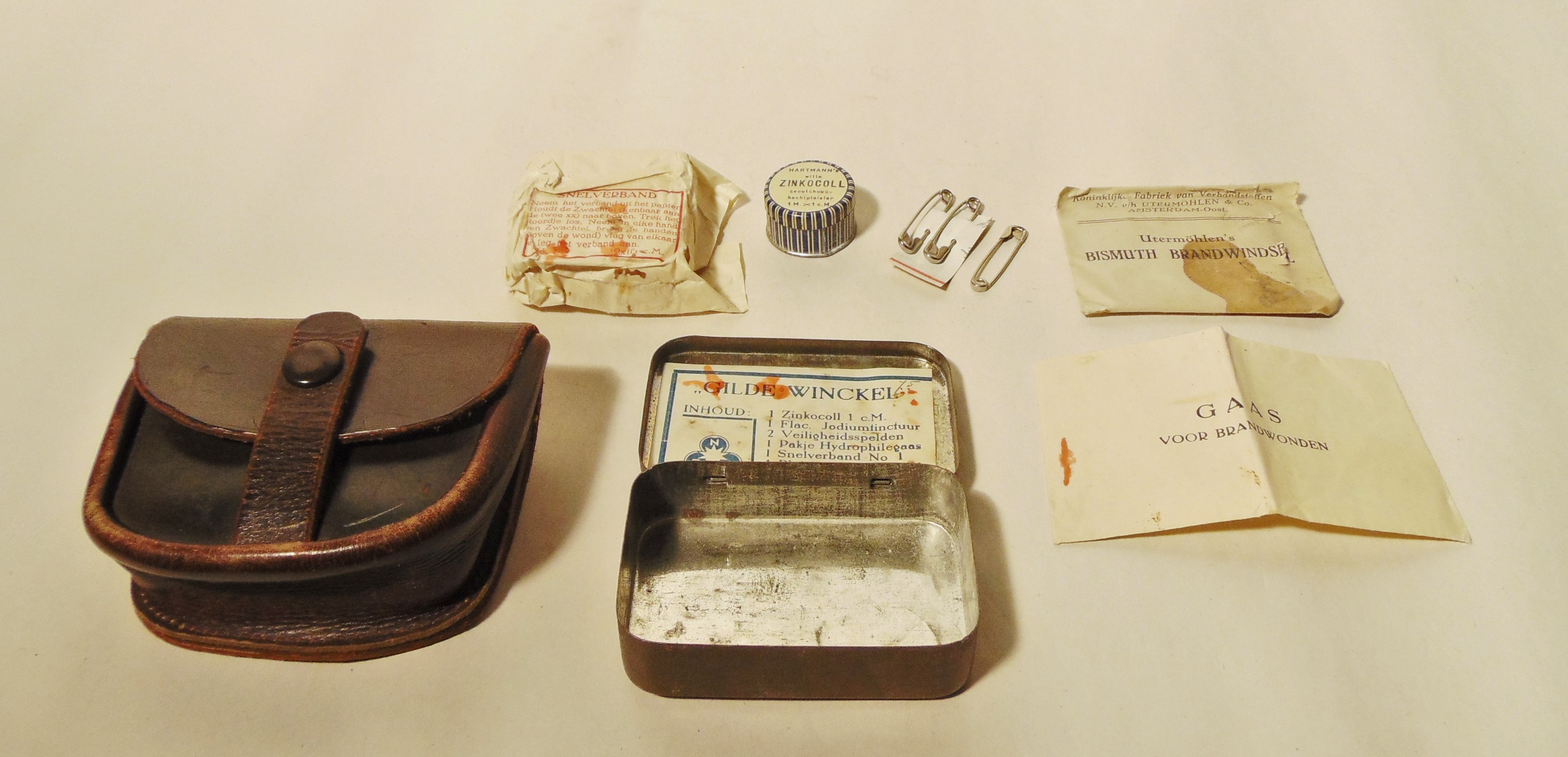
Kit di pronto soccorso del 1940 in una confezione metallica dentro una borsetta in pelle, contenente tintura di iodio, nastro adesivo, spille di sicurezza, garza e benda.

Fu inventata nel 1908 da Antonio Grossich come agente di sterilizzazione rapida, per uso esterno, e venne utilizzata una prima volta su larga scala durante la Guerra italo-turca nel 1911-1912.

## Caratteristiche chimico-fisiche
Si presenta come un liquido dal caratteristico colore rosso-bruno, dovuto alla formazione dello ione triioduro.

## Preparazione
Si prepara mettendo lo ioduro di potassio nell'acqua e aggiungendo poi lo iodio, agitando finché la dissoluzione non è completa; infine si porta a volume con alcool.

## Utilizzi
È usata come antisettico per uso esterno e per la disinfezione di acque di superficie (32 gocce per litro al 2%, lasciando agire per 30 minuti).
Deve la sua azione disinfettante non solo al potere ossidante dello iodio elementare, ma anche alla capacità di questo di formare complessi con le proteine, denaturandole.
A contatto con l'amido lo ione triioduro forma un complesso di colore viola: pertanto una soluzione acquosa di amido (salda d'amido) viene utilizzata come indicatore in iodometria.